# Mieczysław Rakowski
Mieczysław Franciszek Rakowski (Kowalewko, 1 de diciembre de 1926 – Varsovia, 8 de noviembre de 2008) fue un político comunista, historiador y periodista polaco que ejerció el cargo de Primer ministro de Polonia de 1988 a 1989. También fue el séptimo y último Primer secretario del Partido Obrero Unificado Polaco de 1989 a 1990.

## Carrera
Rakowski sirvió como oficial en el Ejército Popular Polaco de 1945 a 1949. Inició su carrera política en 1946 como miembro del Partido Obrero Polaco, de 1948 a 1990 fue miembro del comunista Partido Obrero Unificado Polaco (PZPR), fue miembro de su Comité Central desde 1975 hasta 1990.
Recibió un doctorado en historia del Instituto de Ciencias Sociales de Varsovia en 1956. Rakowski fue el penúltimo Primer ministro de Polonia de septiembre de 1988 a agosto de 1989 (Czesław Kiszczak ocupó dicho cargo en menos de un mes, siendo el último comunista en ocuparlo antes de la toma de posesión de Tadeusz Mazowiecki). También fue el último Primer secretario del PZPR desde julio de 1989 hasta enero de 1990. Aunque, a diferencia de sus predecesores, él no fue de facto el líder del país; el PZPR tenía el monopolio del poder a inicios de 1989.
Rakowski también uno de los fundadores y, de 1958 a 1982, primer viceeditor y posteriormente editor del periódico semanal Polityka, una de las publicaciones más influyentes en esa época (Polityka continuaría existiendo y es considerado por algunos como el más prestigioso periódico semanal de Polonia).
Rakowski se involucró en el gobierno comunista durante la supresión del sindicato Solidaridad. También tomó parte en la transición del socialismo de estado al capitalismo de mercado, debido a que su gobierno fue forzado a reformar y fue uno de los participantes clave en los Acuerdos de la Mesa Redonda.
Antes de ser Primer ministro se divorció de su esposa la violinista Wanda Wiłkomirska, con la que tuvo dos hijos. Murió de cáncer en Varsovia el 8 de noviembre de 2008, a la edad de 81 años.